# Contabilidad nacional
La contabilidad nacional es un registro numérico sintetizado, que describe las características y el resultado de un sistema económico (un conjunto de países, un país, una región, una provincia etc.), a través de un conjunto de cuentas, que ofrecen una representación numérica sistemática de la actividad económica realizada en ese sistema económico, durante un periodo determinado. Constituye un instrumento para obtener la representación cuantificada de la economía de un país, a partir del registro de los flujos y fondos originados entre sus unidades económicas, y entre éstas y el exterior.

## Objetivo de la contabilidad nacional
De acuerdo con la definición Schneider, se puede decir que el objetivo de la contabilidad nacional es proporcionar una imagen numérica de lo que sucede en realidad en la vida y en la actividad económica en un determinado país y a la vez, supone una base de cifras para las actuaciones de los órganos estatales que, en mayor o menor medida la dirigen.
- Medio de conocimiento de la economía de un país, región o zona. Recoge la información necesaria para juzgar los resultados económicos de un país.
- Constituye un instrumento de la política económica. La información obtenida sirve de base para fundamentar sobre ella los planes de política económica.

## Magnitudes económicas
Los resultados totales de la actividad económica nacional se concretan en unas magnitudes que sintetizan la actividad del país. Las macromagnitudes más significativas son:
- Producto interno bruto
- Renta nacional

## Evolución de los modelos de cuentas nacionales
A medida que la intervención estatal en la economía fue aumentando se fue haciendo preciso contar con medios adecuados que permitiesen que dicha intervención consiguiera los resultados deseables era necesario pues, que el Estado conociese por una parte la realidad sobre la que iba a actuar y tuvieses por otra, un instrumento que le diera a conocer en el mayor grado posible el impacto de las medidas de la política económica. Entre estos instrumentos la contabilidad nacional ha ocupado un lugar destacado.
La Contabilidad nacional es una herramienta relativamente reciente, que en su forma actual, aparece durante la Segunda Guerra Mundial en Inglaterra. A partir de 1945 comienzan a extenderse los primeros modelos de cuentas nacionales. En 1950 la OECE, precedente de la OCDE publica el denominado "Sistema simplificado de contabilidad nacional" que es primer intento de homogeneizar los criterios  de contabilización. A partir de ese momento, la Organización de las Naciones Unidas comienza un proceso normalizador publicando, en 1953, “Un sistema de Cuentas Nacionales y correspondientes cuadros estadísticos”, que constituye el primer sistema de contabilidad con alcance internacional. Este sistema es revisado en 1968 y sirvió como base para la elaboración del primer Sistema Europeo de Cuentas (SEC 1970), segunda edición revisada en 1979. En 1993, se implantó un nuevo sistema SCN-1993, con importantes reformas. Actualmente La Unión Europea tiene aprobado su Sistema Europeo de Cuentas (SEC-2010).

## Sistemas de cuentas nacionales
Los sistemas de cuentas nacionales constituyen el marco contable que define fundamentalmente las reglas para la elaboración de la contabilidad nacional, establece las definiciones conceptuales de las operaciones económicas y la estructura ordenada de cuentas. En definitiva, esa normativa no es más que una técnica de representación que permite obtener una descripción cuantitativa y simplificada de la actividad económica de un país. En la actualidad, el conjunto de países de la Unión Europea, tiene adoptando el denominado Sistema Europeo de Cuentas SEC-2010.

## Los agentes económicos en la contabilidad nacional
Para el desarrollo de la contabilidad nacional, el conjunto de agentes que intervienen en un sistema económico se agrupan en una serie de sectores, para sintetizar la información obtenida y estudiar las transacciones ocurridas entre los distintos sujetos. Los agentes que se distinguen son los siguientes:
- Economías domésticas e instituciones sin fines de lucro, que integra a los residentes en un país, caracterizados por estar motivados por la búsqueda de su bienestar a través del consumo.
- Empresas, que comprende las unidades de producción en un sentido amplio, en el que se incluyen las empresas propiedad del Estado, su objetivo es la obtención de beneficios.
- Sector público, que comprende los órganos de la Administración Pública, con la excepción de las empresas públicas que se integran en el sector empresas.
- Sector exterior, en la situación actual de integración global de la actividad económica, la influencia de las operaciones realizadas con el exterior son muy importantes para las actividades económicas internas lo que lleva a considerar como un sector propio toda la actividad realizada con el exterior.

## Esquema básico
El esquema básico de funcionamiento de un sistema de contabilidad nacional puede ser sintetizado de una manera muy simplificada, tal como se muestra en la tabla que figura a continuación, que recoge todas las magnitudes por duplicado, conforme a un sistema de contabilidad por partida doble. En la contabilidad nacional, se establece un esquema de partida doble con cuatro cuentas básicas que suelen ser objeto de mayor desarrollo o detalle y que recogen las ecuaciones macroeconómicas fundamentales.
| CUENTA     | DEBE                             | HABER                               |
| ---------- | -------------------------------- | ----------------------------------- |
| Producción | Producto interno + Importaciones | Consumo + Inversión + Exportaciones |
| Renta      | Consumo + Ahorro interior        | Producto interno                    |
| Capital    | Inversión                        | Ahorro interior + Ahorro exterior   |
| Exterior   | Exportaciones + Ahorro exterior  | Importaciones                       |